# Општина Печка
Печка (рум. Pecica) је градска општина у округу Арад у западној Румунији. Према попису из 2011. године у општини је било 12.762 становника. Седиште општине је градско насеље Печка. Значајна је по присутној малобројној српској националној мањини у Румунији.
Општина Печка се налази на северној, кришанској страни Поморишја. Град се налази 20 км западно од града Арада ка румунско-мађарској граници. Општински атар је равничарског карактера.

## Насељена места
Општина се састоји из 4 насеља:
- Печка  - седиште општине
- Седерхат
- Стари Бодрог
- Торња

## Становништво
Према попису становништва из 2011. године у општини је живело 12.762 становника. Већинско становништво су били Румуни којих је било 57,7%, затим следе Мађари са 25,9%, Роми са 7,8% и Срби са 0,3% становништва.
| Етнички састав према попису из 2011. године‍ | Етнички састав према попису из 2011. године‍ | Етнички састав према попису из 2011. године‍ | Етнички састав према попису из 2011. године‍ | Етнички састав према попису из 2011. године‍ |
| ------------------------------------------- | ------------------------------------------- | ------------------------------------------- | ------------------------------------------- | ------------------------------------------- |
|                                             |                                             |                                             |                                             |                                             |
| Румуни                                      | Румуни                                      |                                             | 7.361                                       | 57,7%                                       |
| Мађари                                      | Мађари                                      |                                             | 3.316                                       | 25,9%                                       |
| Роми                                        | Роми                                        |                                             | 996                                         | 7,8%                                        |
| Срби                                        | Срби                                        |                                             | 43                                          | 0,3%                                        |
| Словаци                                     | Словаци                                     |                                             | 42                                          | 0,3%                                        |
| непознато                                   | непознато                                   |                                             | 920                                         | 7,2%                                        |

На попису становништва из 1930. године општина је имала 18.679 становника, а већину су чинили Мађари.
| Етнички састав према попису из 1930. године‍ | Етнички састав према попису из 1930. године‍ | Етнички састав према попису из 1930. године‍ | Етнички састав према попису из 1930. године‍ | Етнички састав према попису из 1930. године‍ |
| ------------------------------------------- | ------------------------------------------- | ------------------------------------------- | ------------------------------------------- | ------------------------------------------- |
|                                             |                                             |                                             |                                             |                                             |
| Мађари                                      | Мађари                                      |                                             | 9.477                                       | 50,7%                                       |
| Румуни                                      | Румуни                                      |                                             | 7.543                                       | 40,4%                                       |
| Роми                                        | Роми                                        |                                             | 535                                         | 2,9%                                        |
| Словаци                                     | Словаци                                     |                                             | 388                                         | 2,1%                                        |
| Срби                                        | Срби                                        |                                             | 363                                         | 1,9%                                        |